# Goffredo Mameli
Goffredo Mameli dei Mannelli (Gênova, 5 de setembro de 1827 – Roma, 7 julho de 1849) foi um poeta e patriota italiano. Filho de um almirante, nascido em Gênova, onde seu pai comandava a frota do Reino de Sardenha (capital : Turim).
Autor, com a idade de 20 anos, da letra do hino nacional da Itália, ou Canto dos Italianos (1847), mais conhecido como Hino de Mameli, com música de Michele Novaro.
Notável figura do Risorgimento. Morreu em 1849 enquanto lutava pela libertação de Roma.

## Biografia
Mameli foi ainda jovem conquistado pelo espírito patriótico e, durante os poucos anos de sua juventude, tomou parte ativa em alguns fatos históricos notáveis.
Com a idade de sete anos foi enviado à Sardenha, com seus avós, para escapar do risco de cólera, mas logo retornou a Gênova para completar seus estudos.
Os feitos da curta vida e Mameli estão concentrados em somente dois anos, durante os quais ele desempenhou papel relevante no Risorgimento.
Em março de 1848 organizou uma expedição para ajudar Nino Bixio durante a insurreição de Milão e, em virtude daquela missão coroada de sucesso, foi inscrito no exército de Giuseppe Garibaldi com o posto de capitão.

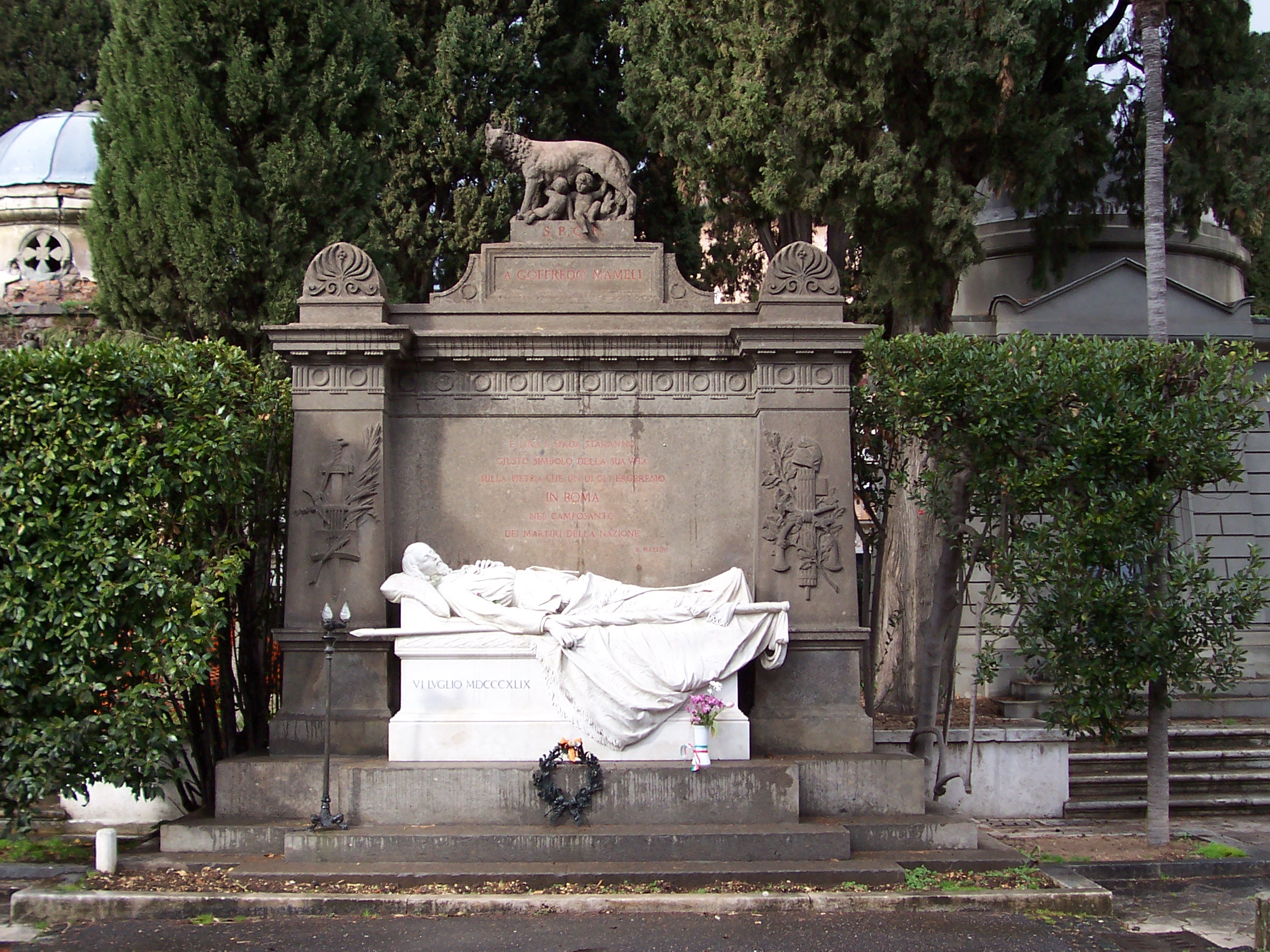
Tumba de Mameli, no Cimitério Monumental de Verano, Roma.

Retornando a Gênova dedicou-se à composição musical, ao mesmo tempo em que exerceu a direção do jornal Diário do Povo e sem esquecer de publicar suas ideias de libertação dos territórios italianos dominados pela Áustria.
A sua obra patriótica o leva a Roma para ajudar Pellegrino Rossi na proclamação da República Romana em 9 de fevereiro de 1849 e a uma campanha a Florença para a fundação de um Estado unindo o Lácio e Toscana. No seu contínuo movimento, voltou a Gênova, sempre ao lado de Nino Bixio, no movimento irredentista do general Alberto La Marmora. Voltou novamente a Roma para a luta contra as tropas francesas que vieram em socorro do Papa Pio IX (que havia abandonado a cidade).
Sua morte ocorreu em circunstâncias acidentais: ferido de maneira não particularmente grave pela baioneta de um de seus camaradas, sofreu um infeção que obrigou a amputação de sua perna. Mameli resistiu poucos dias após a cirurgia e morreu no dia 7 de julho, somente dois meses antes de completar 22 anos.